# Uldz gol
Uldz gol (mongolsky Улдз гол) na dolním toku Uldza (rusky Улдза) je řeka v Mongolsku (Chentijský, Východní ajmag) a v Rusku (Zabajkalský kraj). Je 425 km dlouhá, z čehož je 409 km v Mongolsku a 16 km v Rusku. Rozloha povodí činí 26 900 km², z čehož je 90 % v Mongolsku.

## Průběh toku
Pramení v Chentijských horách a teče převážně přes stepní roviny na severovýchodě Mongolska. Na dolním toku se větví na ramena a ústí do vysychajících bezodtokých jezer Torej v Zabajkalském kraji poblíž hranice s Mongolskem, která nejsou napojená na povodí Amuru, i když jsou jím obklopena.

## Vodní stav
Na jaře dosahuje řeka nejvyšších stavů. V létě a na podzim dochází k povodním. Na posledních 60 km periodicky vysychá. Zamrzá od konce října do poloviny až konce dubna, ledová pokrývka se tak udrží 155-190 dní, přičemž místy promrzá až do dna. V důsledku toho často vzniká náledí. Průměrný celkový roční odtok v ústí činí 0,28 km³.

## Využití
Využívá se k zásobování skotu vodou.